# Streitaxt
Der Begriff Streitaxt oder Kriegsbeil ist eine Sammelbezeichnung für alle ein- oder zweihändig führbaren, im Kampf eingesetzten Äxte und Beile.

## Erscheinungsformen
Die Streitaxt gab es als Reiterwaffe oder Fußsoldatenwaffe. Je nach Kultur hat sie verschiedene Längen, Klingenbreiten, Klingenformen (halbmondförmig, keilförmig, Doppel- und Einfachklinge, verschieden lange Bärte) und Stiellängen. Streitäxte gab es aus Stein, Obsidian (Südamerika), Bronze, Eisen und Stahl.
Streitäxte sind in der Regel leichter als vergleichbar große Werkzeugäxte, um im Kampf den Träger nicht so schnell zu ermüden. Streitäxte bewegen sich im Gewicht zwischen 0,5 kg und 3 kg, und in Länge zwischen 30 cm und 1,5 m. Teilweise weisen sie Aussparungen in den Axtblättern zur Gewichtsersparnis auf.
Bekannteste außereuropäische Streitaxt ist der Tomahawk, den es mit Steinklinge oder Eisenklinge gibt. In Indien ist die Tabar Zin bekannt. Dies war eine ganz aus Stahl gefertigte Streitaxt. Sie hatte gewöhnlicherweise eine halbmondförmige Klinge.

## Geschichte

### Ur- und Frühgeschichte

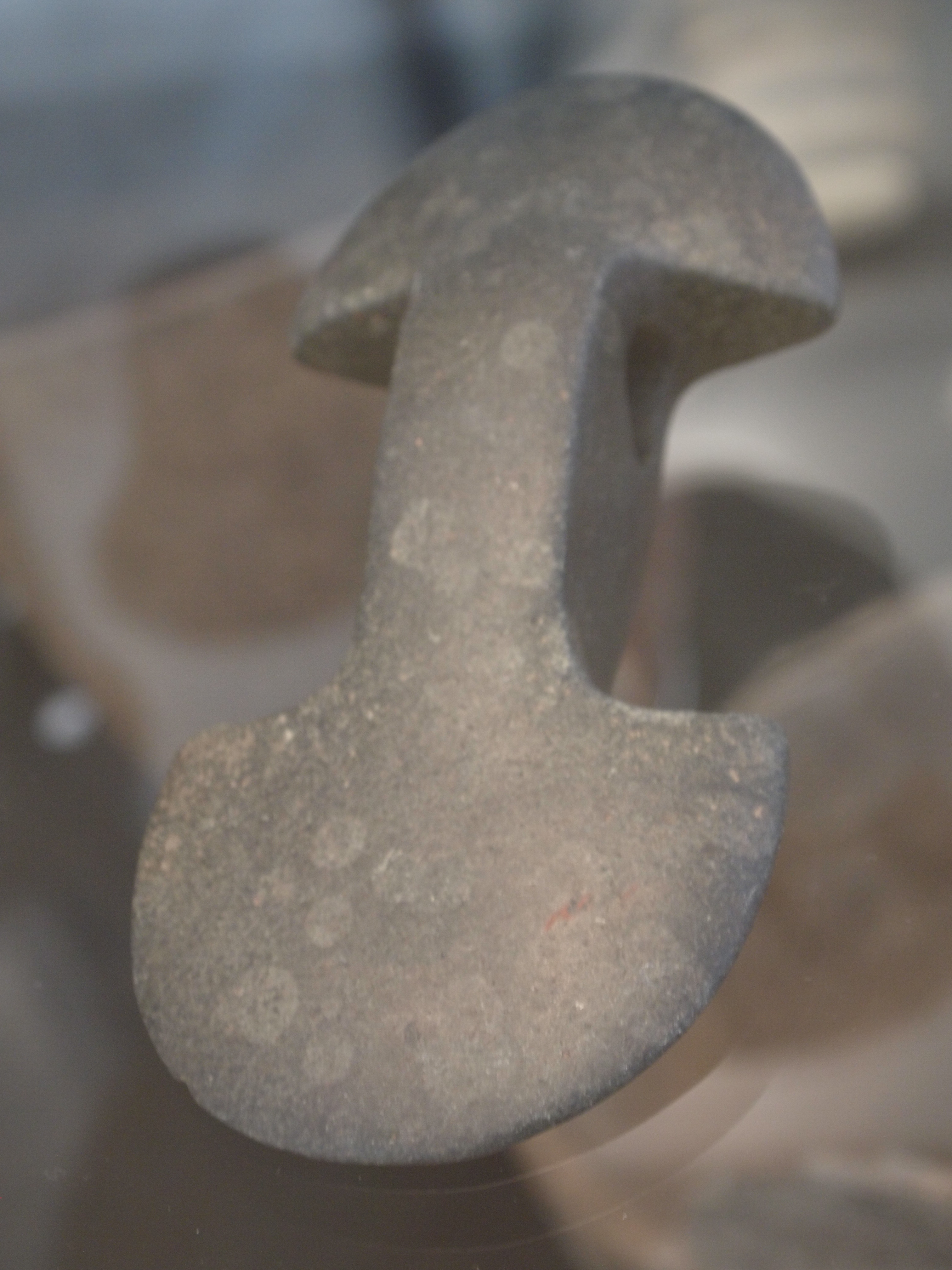
Streitaxt der epomymen Kultur – Dänisches Nationalmuseum

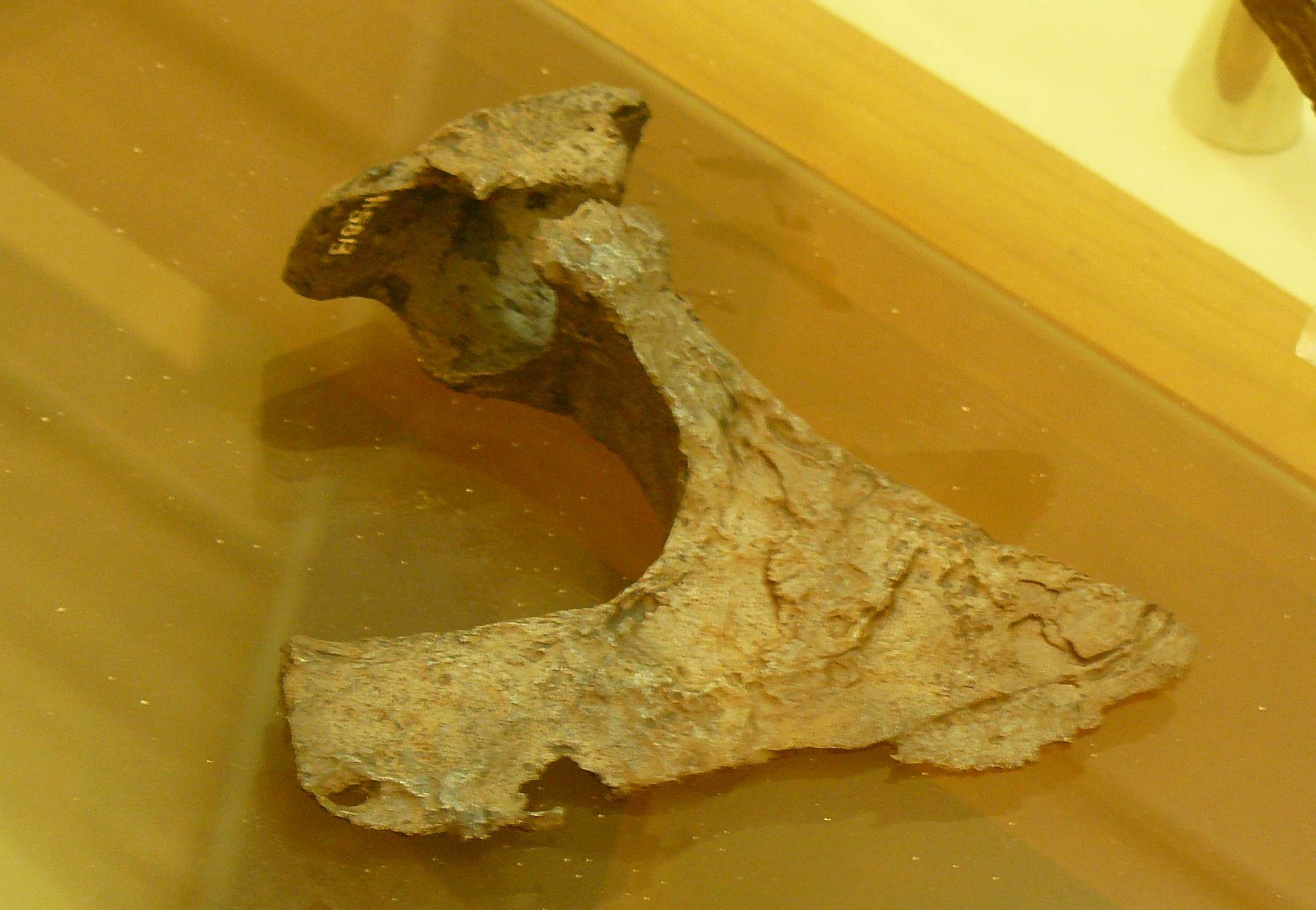
Awarisch-slawische Kriegsaxt im Archäologischen Museum Split (ca. 7. bis 8. Jahrhundert)

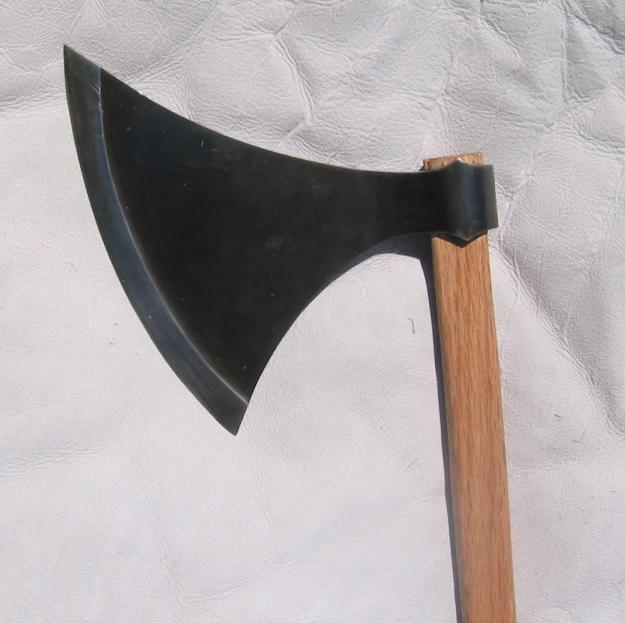
Rekonstruktion einer wikingerzeitlichen Streitaxt

In der Archäologie werden Äxte von Beilen, unabhängig von Größe und Gewicht, durch das Vorhandensein eines Schaftlochs abgegrenzt. Da bereits die Faustkeile (englisch: hand axe) funktional zu den Hiebwaffen gehören, kann der „Grundtyp Axt/Keule“ als älteste Waffe der Menschheit bezeichnet werden. Kernbeile und Scheibenbeile der Mittelsteinzeit waren wie die Faustkeile aus Feuerstein gefertigt, hatten jedoch schon die aus Schneide und Nacken bestehende Grundform der Axt. Die als Schuhleistenkeile bezeichneten Dechsel der ältesten bäuerlichen Kultur in Mitteleuropa (Bandkeramik) waren neben ihrer Funktion als Werkzeug zugleich Waffen. Beim Massaker von Talheim (Baden-Württemberg) wie auch beim Massaker von Schletz (Niederösterreich) und beim Massaker von Kilianstädten (Hessen) können Schädelfrakturen darauf zurückgeführt werden, dass die Opfer mit Schuhleistenkeilen erschlagen worden sind.
Äxte mit Schaftloch kamen in Nord-, Mittel- und Osteuropa erst im Jungneolithikum auf, zunächst als Importe aus Südosteuropa. Streitäxte spielten auch in allen archäologischen Kulturen des nachfolgenden Spätneolithikums eine große Rolle (zum Beispiel Trichterbecherkultur, Salzmünder Kultur). Im Endneolithikum Mitteleuropas waren sie standardmäßige Grabbeigabe in Männergräbern und daher prägend für die Kultur der Schnurkeramik, die daher auch als „Streitaxt-Kultur“ bezeichnet wurde.
Bei den Kelten, den Germanen und anderen Völkern der Antike wurden Streitäxte vor allem von Kriegern, die sich kein Schwert leisten konnten, eingesetzt, waren aber zugleich häufig Statussymbole von Anführern.

### Mittelalter
Die Franken des Frühmittelalters benutzten die Franziska, eine große Wurfaxt. Im Hochmittelalter verwendeten manche Fußsoldaten (mit beiden Händen) übergroße, enorm effektive Streitäxte. Diese wurden im Laufe der Zeit noch monströser, erhielten eine Spitze und hatten sich im Spätmittelalter zur Hellebarde und vielen verwandten Formen (Glefe, Berdysch) entwickelt. Die Reiterei hingegen verwendete viel kleinere Streitäxte. Im Osten Europas wurde die Streitaxt teilweise bis tief in die Neuzeit eingesetzt.

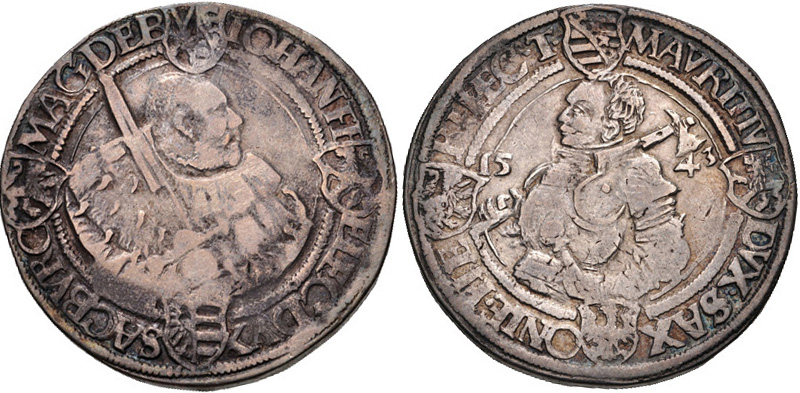
Kurfürst Johann Friedrich mit geschultertem Kurschwert und Herzog Moritz mit geschulterter Streitaxt (Guldengroschen 1543, Münzstätte Buchholz)

Als die Schmiede im Mittelalter mit der Verbreitung des Damaszener Stahls und der deutlichen Verbesserung der Monostähle immer bessere Schwerter herstellen konnten, schien die Zeit der Streitäxte zunächst vorbei zu sein. Bei den Rittern gerieten sie aus der Mode, was nicht zuletzt am hohen Preis eines guten Schwertes lag: Es war exklusiver, dem wohlhabenden Adel vorbehalten, während eine Axt einem profanen Werkzeug eines Bauern ähnelte. Mit der Weiterentwicklung der Ritterrüstungen bis hin zum Plattenpanzer wuchs jedoch die Beliebtheit von vergleichsweise einfachen Hieb- und Wuchtwaffen wie Streithammer, Morgenstern, Streitflegel und der Streitaxt, da diesen wuchtigen Waffen auch ein massiver Panzer keinen wirksamen Schutz entgegensetzen konnte.
Streitäxte und verwandte Waffenformen aus dem Hoch- und Spätmittelalter sowie der frühen Neuzeit weisen zunehmend zusätzliche Anwendungsmöglichkeiten als die der Axtklinge auf, wie Spitzen und Schlagdorne. Da diese gegenüber Rüstungen nochmals effektiver waren als die Axtklinge (Abrutschen, tiefere Einwirkung bei geringerem Gewicht), wurden die Axtklingen zunehmend zugunsten dieser Anwendungsformen reduziert. Gegen Ende des 16. Jahrhunderts verschwanden Streitäxte schrittweise, weil die militärische Taktik sich um den Gebrauch von Schießpulver zu drehen begann.

## Verwendung im Kampf

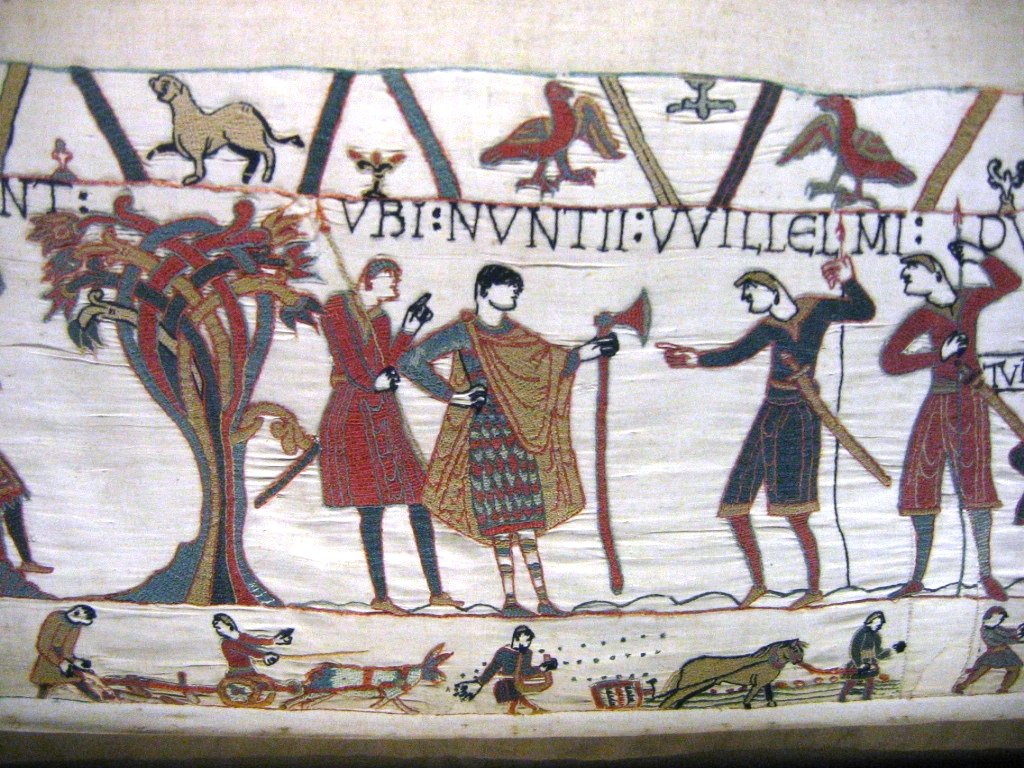
Eine dänische Streitaxt auf dem Teppich von Bayeux

Eine Streitaxt hat im Unterschied zu einem Schwert den Schwerpunkt im Bereich des Axtkopfes. Dadurch sind die Schläge einer Axt wuchtiger als Schwerthiebe. Eine Axt kann mit ihrer scharfen Klinge durchaus schneiden, sie richtet aber vor allem auch durch die aus der Masse des Axtkopfes resultierende kinetische Energie massiven Schaden an. Während mit einem Schwert möglichst schneidende Aktionen durchgeführt wurden (siehe Ritterschwert, Abschnitt Hieb- und Schnitttechnik), wurde mit einer Axt zugehackt und zugehauen.
Eine Axt eignet sich nicht zum „Fechten“, da die Richtung während des Schlages kaum noch zu korrigieren ist, und zudem kaum zum Parieren. Ein Axtkämpfer muss entsprechend den Hieben des Gegners entweder ausweichen oder einen Schild verwenden. Zweihändig geführte Äxte wie die Mordaxt eigneten sich zumindest etwas besser zum Fechten. Sie wurden in einem stockkampfähnlichen Stil (siehe auch Halbschwertkampf) eingesetzt. Diese Techniken wurden auch in Fechtbüchern beschrieben.
Die größte Schwierigkeit bei der Verwendung von Streitäxten ist dieselbe wie auch bei allen anderen schweren Hiebwaffen: Das hohe Gewicht, das für den Schaden maßgeblich verantwortlich ist, führt zu einer schnelleren Ermüdung des Kämpfers. Die Vorteile einer Streitaxt im Vergleich zu einem Schwert sind die höhere Robustheit, niedrigere Kosten und höhere Durchschlagskraft durch Rüstungen.